# P. Jánossy Béla
P. Jánossy Béla (Erdőszentgyörgy, 1883. október 20. – Kolozsvár, 1945. április 23.) próza- és drámaíró, költő, kritikus, szerkesztő.

## Életútja
Középiskoláit a székelyudvarhelyi Római Katolikus Gimnáziumban végezte (1903); a kolozsvári egyetemen szerzett jog- és államtudományi doktorátust (1908). 1907-10 között az Ellenzék szerkesztőségében dolgozott, 1910-ben fogalmazó lett a kolozsvári városházán. 1918-tól az Erdélyi Római Katolikus Státus titkára, ebben a tisztségében jelentős szerepet játszott a két világháború között a római katolikus közéletben. A pápai Nagy Szent Gergely Rend lovagja, a Román Csillagrend tisztje kitüntetések jelzik tevékenységének egyházi és világi elismerését. Osztályelnöke volt a Nagyváradon működő Katholikus Akadémiának, tagja a temesvári Arany János Társaságnak és a budapesti Petőfi Társaságnak; 1921-44 augusztusa között felelős szerkesztője a Hírnöknek, 1943-44-ben a Magyar Népnek.
1907-es Emberszívek című novelláskötetétől kezdve közel négy évtizeden keresztül szinte évente jelent meg önálló vers- és elbeszéléskötete, regénye vagy drámája.

## Munkássága

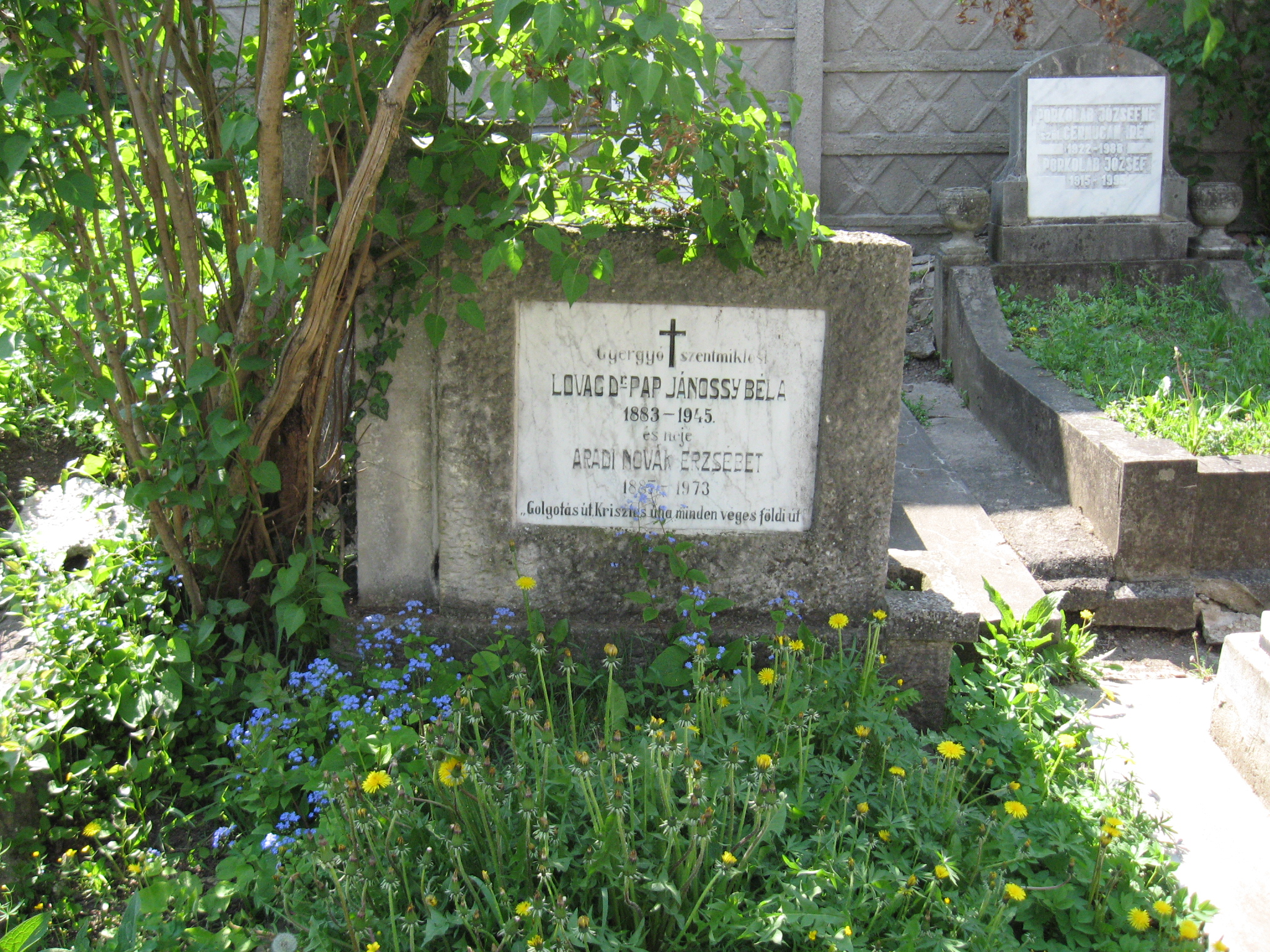
Sírja a Házsongárdi temetőben

Műkedvelő színpadok számára írott darabjai közül kiemelkedik az Árpád-házi Szent Erzsébet életéből merített Thüringia rózsája című négyfelvonásos színjátéka, melyet a kolozsvári magyar színház 1931. november 20-án mutatott be, majd 1988-ban a szentkeresztbányai műkedvelő színtársulat újított fel, s itthon, illetve 1990 után több ízben Magyarországon is bemutatott. Népszerűek voltak vidám egyfelvonásosai is.
Regényei közül, amelyeknek tárgyát zömmel a szentek életéből vagy a történelmi múltból merítette, a Szopos Sándor rajzaival megjelent A császár bűnbakja (Kolozsvár, 1927) címűt a korabeli kritika némi túlzással Henryk Sienkiewicz Quo vadisának ellenpárjaként méltatta, Mister Nemere (Kolozsvár, 1929) című regénye pedig az egykorú megítélés szerint a romániai magyar ifjúsági irodalmat gazdagította. Ezek a művek azonban szerzőjük minden rutinja ellenére megrekedtek az erkölcsnemesítő célzatú irodalom szintjén. Sajnálatosan hiányzik belőlük a 20. századi neokatolikus irányzat önvizsgálatra és az emberi lét teljességének átfogására irányuló törekvése is, amely már a korabeli romániai magyar irodalomban is éreztette hatását.
Körbe körénk, gyerekek (Kolozsvár, 1924) című verskötete Tóth István szuggesztív rajzaival jelent meg, s a maga idejében sikert aratott.

## Művei
- Virágének (versek, Kolozsvár, 1908)
- Az élet mellől (novellák, Kolozsvár, 1911)
- Magyar földön (novellák, Kolozsvár, 1913)
- Véres galamb (versek, Kolozsvár, 1918)
- Halhatatlan halál. Keresztény dráma (5 felv. Kolozsvár, 1922)
- Petőfi (drámai kép 3 felv. Kolozsvár, 1923)
- Szent Erzsébet élete és halála; Bonaventura Ny., Cluj-Kolozsvár, 1924 (A Katholikus Világ könyvei)
- Körbe körénk gyerekek; Minerva, Cluj-Kolozsvár, 1924
- Liziői Kis Szent Teréz élete képekben és versekben (Kolozsvár, 1926)
- Ferenc, a csodálatos ember (versek, Kolozsvár, 1927)
- A császár bűnbakjai. Regény; Minerva, Cluj-Kolozsvár, 1927
- Terézia nővér. Színmű; Szent Bonaventura Ny., Kolozsvár, 1928 (Katholikus világ szinpada)
- Mister Nemere. Regény; Minerva Ny., Cluj-Kolozsvár, 1928
- Szivárvány. Novellák, rajzok (elbeszélések, Kolozsvár, 1929)
- Vejemuram (vígjáték 1 felv. Kolozsvár, 1929)
- Krisztus útja a Kálvárián (drámai költemény, Kolozsvár, 1933)
- Thüringhia rózsája. Színjáték árpádházi szent Erzsébetről; Szent Bonaventura Ny., Kolozsvár, 1933
- Csókol a király! Történelmi vígjáték (vígjáték 4 felv. Kolozsvár, 1934)
- Égő csipkebokor (versek, Kolozsvár, 1935)
- Király daliája (költői elbeszélés, Kolozsvár, 1935)
- Árva violácska (kisregény, Kolozsvár, 1937)
- Fülemüle a viharban (versek, Kolozsvár, 1937)
- Elefántcsont lélek (regény Páduai Szent Antal életéről, Kolozsvár, 1939)
- Fülemile a viharban. Regény; Szent István Társulat, Bp., 1941
- Salgói farkasok. Színmű; Szt. Bonaventura Ny., Kolozsvár, 1942